# Chenega
Chenega és una concentració de població designada pel cens dels Estats Units a l'estat d'Alaska. Segons el cens del 2000 tenia 86 habitants.

## Demografia
Segons el cens del 2000, Chenega tenia 86 habitants, 22 habitatges, i 17 famílies La densitat de població era d'1,2 habitants/km².
Dels 22 habitatges en un 40,9% hi vivien nens de menys de 18 anys, en un 63,6% hi vivien parelles casades, en un 9,1% dones solteres, i en un 18,2% no eren unitats familiars. En el 13,6% dels habitatges hi vivien persones soles el 13,6% de les quals corresponia a persones de 65 anys o més que vivien soles. El nombre mitjà de persones vivint en cada habitatge era de 3,55 i el nombre mitjà de persones que vivien en cada família era de 3,83.
Per edats la població es repartia de la següent manera: un 33,7% tenia menys de 18 anys, un 7% entre 18 i 24, un 32,6% entre 25 i 44, un 20,9% de 45 a 60 i un 5,8% 65 anys o més.
L'edat mediana era de 30 anys. Per cada 100 dones hi havia 132,4 homes. Per cada 100 dones de 18 o més anys hi havia 119,2 homes.
La renda mediana per habitatge era de 53.750 $ i la renda mediana per família de 58.750 $. Els homes tenien una renda mediana de 75.938 $ mentre que les dones 32.500 $. La renda per capita de la població era de 13.382 $. Aproximadament el 16,7% de les famílies i el 15,6% de la població estaven per davall del llindar de pobresa.

## Poblacions més properes
El següent diagrama mostra les poblacions més properes.